# Neopanorpa
A  Neopanorpa az ízeltlábúak törzsének, a rovarok osztályának csőrösrovarok (Mecoptera) rendjébe és a skorpiólegyek (Panorpidae) családjába tartozó nem.
Az ide tartozó fajok Ázsia délkeleti részén honosak.

## Rendszerezés
A nembe az alábbi fajok tartoznak:
- Neopanorpa angustiapicula (Chau & Byers 1978) – Jáva
- Neopanorpa angustipennis (Westwood 1842) – Burma, Thaiföld, Malajzia
- Neopanorpa annamensis – (Byers 1965) – Vietnám
- Neopanorpa apicata Navás 1922) – Kína
- Neopanorpa appendiculata (Westwood) 1846) – (India)
- Neopanorpa babai Miyamoto 1994) – (Tajvan)
- Neopanorpa banksi Carpenter 1938) – Kína
- Neopanorpa baviensis Cheng 1953) – Vietnam
- Neopanorpa benaci Navás 1935) – India
- Neopanorpa borneensis Byers 1966) –  Malajzia
- Neopanorpa brevivalvae Chou & Wang 1988) – Kína
- Neopanorpa brisi (Navás) 1930) – Kína
- Neopanorpa burmana Byers 1965) – Burma
- Neopanorpa byersi Webb & Penny 1979) – Thaiföld
- Neopanorpa cantonensis Cheng 1957) – Kína
- Neopanorpa carpenteri Cheng 1957) – Kína
- Neopanorpa cavaleriei (Navás) 1908) – Kína
- Neopanorpa caveata (Cheng 1957) – Kína
- Neopanorpa chaoi (Cheng 1957) – Kína
- Neopanorpa chelata (Carpenter 1938) – Kína
- Neopanorpa chillcotti (Byers 1971) – Nepál
- Neopanorpa choui (Cheng 1949) – Kína
- Neopanorpa clara (Chou & Wang) – Kína
- Neopanorpa claripennis (Carpenter) – Kína
- Neopanorpa contracta (Cheng 1953) – India
- Neopanorpa cornuta (Esben-Petersen 1915) – India
- Neopanorpa crinita (Chau & Byers 1978 – Szumátra
- Neopanorpa cuspidata (Byers 1965 Thaiföld
- Neopanorpa denticulata (Rust & Byers 1976) – India
- Neopanorpa diloba (Chau & Byers 1978 – Jáva
- Neopanorpa dimidiata (Navás 1930) – Kína
- Neopanorpa dispar (Issiki & Cheng 1947) – Tajvan
- Neopanorpa dorsalis (Byers 1965) – Vietnam
- Neopanorpa dubis (Chou & Wang 1988) – Kína
- Neopanorpa echinata (Rust & Byers 1976) – India
- Neopanorpa effusa (Navás 1914) – India, Bhután
- Neopanorpa fenestrata (Needham 1909) – India
- Neopanorpa flava (Esben-Petersen 1915) – India
- Neopanorpa flavicauda (Banks 1931) – Malajzia
- Neopanorpa formosana (Navás 1911) – Tajvan
- Neopanorpa formosensis (Navás 1930) – Tajvan
- Neopanorpa fractura (Chau & Byers 1978 (Szumátra)
- Neopanorpa furcata (Hardwicke 1825) – Nepál
- Neopanorpa fuscicauda (Chau & Byers 1978) – Jáva
- Neopanorpa gestroi (Navás 1929- Burma
- Neopanorpa gibbosa (Rust & Byers 1976) – India
- Neopanorpa globulifera (Byers 1982 (Laosz)
- Neopanorpa gradana (Cheng 1952) – Tajvan
- Neopanorpa harmandi (Navás 1908) – Thaiföld, Vietnam)
  - Neopanorpa harmandi conjuncta (Navás 1930) – Thaiföld
- Neopanorpa heii (Cheng 1949) – Kína
- Neopanorpa hirsuta (Crampton) 1931) – India
- Neopanorpa huangshana (Cheng 1957) – Kína
- Neopanorpa hyalinata (Esben-Petersen 1913) – Jáva
- Neopanorpa indica (Rust & Byers 1976) – India
- Neopanorpa infuscata (Banks 1931) – Malajzia
- Neopanorpa k-maculata (Cheng 1952) – Tajvan
- Neopanorpa kwangtsehi (Cheng 1957) – Kína
- Neopanorpa lacunaris (Navás 1930) – Kína
- Neopanorpa latipennis (Cheng 1949) – Kína
- Neopanorpa lichuanensis (Cheng 1957) – Kína
- Neopanorpa lieftincki (Chau & Byers 1978) – Szumátra
- Neopanorpa linguata (Navás 1914) – Jáva, Szumátra
- Neopanorpa lui (Chou & Ran 1981) – Kína
- Neopanorpa lungtausana (Cheng 1957) – Kína
- Neopanorpa maai (Cheng 1957) – Kína
- Neopanorpa magna (Issiki 1927) – Tajvan
- Neopanorpa magna (Chou & Wang 1988) – Kína
- Neopanorpa makii (Issiki 1927) – Tajvan
- Neopanorpa mangshanensis (Chou & Wang 1988) – Kína
- Neopanorpa minuta (Chou & Wang 1988) – Kína
- Neopanorpa mokansana (Cheng 1957) – Kína
- Neopanorpa mulleri (Weele 1909) – Jáva
- Neopanorpa mutabilis (Cheng 1957) – Kína
- Neopanorpa nielseni (Byers 1965) – Vietnam
- Neopanorpa nigritis (Carpenter 1938) – Kína
- Neopanorpa nipalica (Navás 1910) – Nepál, India
- Neopanorpa ocellaris (Navás 1908) – India
- Neopanorpa ochrura (Rust & Byers 1976) – India
- Neopanorpa ornata (Byers 1965) – Vietnam
- Neopanorpa ovata (Cheng 1957) – Kína
- Neopanorpa panda (Byers 1965) – Vietnam
- Neopanorpa parva (Carpenter 1945) – Kína
- Neopanorpa parvula (Willmann 1976) – Vietnam
- Neopanorpa pendulifera (Byers 1965) – Thaiföld
- Neopanorpa pielina (Navás 1936) – Kína
- Neopanorpa pulchra (Carpenter 1945) – Kína
- Neopanorpa puripennis (Chou & Wang 1988) – Kína
- Neopanorpa ramulata (Byers 1975 – Bhután
- Neopanorpa retina (Chou & Li 1988) – Kína
- Neopanorpa salai (Navás 1929) – India
- Neopanorpa sauteri (Esben-Petersen 1912) – Tajvan
- Neopanorpa siamensis (Byers 1965) – Thaiföld
- Neopanorpa sordida (Needham 1909) – India
- Neopanorpa spatulata (Byers 1965) – Thaiföld
- Neopanorpa spicata (Byers 1966) – Malajzia
- Neopanorpa subreticulata (Miyamoto & Makihara 1979) – Japán
- Neopanorpa sumatrana (Chau & Byers 1978) – Szumátra
- Neopanorpa taoi (Cheng 1949) – Kína
- Neopanorpa thai (Byers 1965) – Thaiföld
- Neopanorpa tienmushana (Cheng 1957) – Kína
- Neopanorpa tienpingshana (Chou & Wang 1988) – Kína
- Neopanorpa tiomanensis (Byers 1966) – Malajzia
- Neopanorpa translucida (Cheng 1957) – Kína
- Neopanorpa tuberosa (Byers 1965) – Thaiföld
- Neopanorpa umbonata (Chau & Byers 1978) – Szumátra
- Neopanorpa validipennis (Cheng 1949) – Kína
- Neopanorpa varia (Cheng 1949) – Kína
- Neopanorpa vietnamensis (Willman 1976) – Vietnam
- Neopanorpa zebrata (Esben-Petersen 1915) – India